# 希尔达 (南卡罗来纳州)
希尔达（英文：Hilda），是美国南卡罗来纳州下属的一座城市。城市类型是“Town”。其面积大约为3.11平方英里（8.05平方公里）。根据2010年美国人口普查，该市有人口447人，人口密度约为每平方 英里143.82人（约合每平方公里55.53人）。